# David Richards (producent)
David Richards, född 1956, död 20 december 2013 i Schweiz, var en brittisk musikproducent. Han producerade skivor åt bland andra Queen och David Bowie.

## Diskografi (i urval)
- 1984 – Roger Taylor: Strange Frontier
- 1986 – Queen: A Kind of Magic
- 1986 – Iggy Pop: Blah Blah Blah
- 1987 – David Bowie: Never Let Me Down
- 1988 – The Cross: Shove It
- 1988 – Freddie Mercury & Montserrat Cabellé: Barcelona
- 1989 – Queen: The Miracle
- 1991 – Queen: Innuendo
- 1993 – David Bowie: The Buddha of Suburbia
- 1995 – David Bowie: 1.Outside
- 1995 – Queen: Made in Heaven